# Mitsutake Makita
Mitsutake Makita (japanska: 牧田 光武), född 1908 i Aleksandrovsk, var en japansk backhoppare. Han deltog i de olympiska spelen i Lake Placid 1932 i backhoppning och kom på 28:e plats.